# Kristoff St. John
Kristoff St. John (New York, 1966. július 15. – Los Angeles, Kalifornia, 2019. február 3.) amerikai színész.

## Filmjei
Mozifilmek
- A bajnok (The Champ) (1979)
- The Nanny (1997)
- Pandora szelencéje (Pandora's Box) (2002)
- Carpool Guy (2005)
- Spiritual Warriors (2007)
- Everybody Hates Chris (2009)
- 20 Feet Below: The Darkness Descending (2014)

Tv-filmek
- Roots: The Next Generations (1979)
- Beulah Land (1980)
- An Innocent Love (1982)
- Sister, Sister (1982)
- The Atlanta Child Murders (1985)
- Finish Line (1989)
- Marry Us for Christmas (2014)
- A Baby for Christmas (2015)
- A Christmas Cruise (2017)

Tv-sorozatok
- That's My Mama (1975, egy epizódban)
- Happy Days (1976, egy epizódban)
- Big John, Little John (1976–1977, három epizódban)
- Wonder Woman (1977, egy epizódban)
- The Bad News Bears (1979–1980, 26 epizódban)
- Four Play (1981, egy epizódban)
- CBS Afternoon Playhouse (1982, egy epizódban)
- The Cosby Show (1984, egy epizódban)
- ABC Afterschool Specials (1985, egy epizódban)
- Charlie & Co. (1985–1986, 18 epizódban)
- What's Happening Now! (1987, egy epizódban)
- A Different World (1988, egy epizódban)
- Generations (1989–1991)
- Jake meg a dagi (Jake and the Fatman) (1991, egy epizódban)
- Nyughatatlan fiatalok (The Young and the Restless)] (1991–2019, 1680 epizódban)
- Halálbiztos diagnózis (Diagnosis Murder) (1994–1995, két epizódban)
- Hangin' with Mr. Cooper (1995, hat epizódban)
- Martin (1996, egy epizódban)
- The Crew (1996, két epizódban)
- The Jamie Foxx Show (1997, két epizódban)
- Living Single (1997, egy epizódban)
- Pensacola – A név kötelez (Pensacola: Wings of Gold) (1998, egy epizódban)
- Family Matters (1998, egy epizódban)
- Szeleburdi Susan (Suddenly Susan) (1998, egy epizódban)
- For Your Love (1999, egy epizódban)
- Légy valódi! (Get Real) (1999, egy epizódban)
- Arli$$ (2002, egy epizódban)
- Family Time (2012, 2014, két epizódban)
- The First Family (2013, egy epizódban)
- Love That Girl! (2014, egy epizódban)